# 松平頼升
松平 頼升（まつだいら よりのり）は、江戸時代後期の大名、明治時代前期の華族。陸奥国守山藩6代藩主、のち初代知藩事。水戸支流頼元系松平家7代。官位は従四位下・侍従、掃部頭、大学頭。

## 略歴
守山藩5代藩主・松平頼誠の三男として誕生した。
文久2年（1862年）、父の死により家督を相続した。元治元年（1864年）の天狗党の乱発生の際には藩内でも動揺が広がったが、忠孝の道を誤らないように説得し、事を収めた。鳥羽・伏見の戦い後は勤王論に傾き、奥羽越列藩同盟には参加しているものの出兵延期願いを提出して動かず、新政府軍が進軍した際には降伏して二本松藩の攻撃に加わった。
明治2年（1869年）、賞典禄として9300石を受領した。同年の版籍奉還で知藩事となるが、8月に病気のため隠居し、養子頼之（水戸藩主徳川斉昭の二十二男）が跡を継いだ。明治5年（1872年）死去。

## 系譜
- 側室：羽田氏
  - 長女：鏘 - 松平頼策継室
- 側室：入間氏
  - 次女：鐘 - 相馬充胤継室
- 養子
  - 頼之 - 徳川斉昭の二十二男